# Febreze
Febreze — американский бренд бытовых устранителей запахов производства компании Procter & Gamble. Средства продаются в Северной Америке, Южной Америке, Европе, Африке, Азии, Австралии и Новой Зеландии.

## История
Впервые бренд Febreze был представлен в марте 1996 года на тестовых рынках. Продукт для освежения тканей продавался в США с июня 1998 года, и с тех пор линейка расширилась, включив в себя освежители воздуха (Air Effects), вставное масло (Noticeables), ароматические диски (Scentstories), свечи, устраняющие запахи, и автомобильные освежители воздуха.
Название Febreze является сочетанием слов «ткань» и «ветерок». Во многих неанглоязычных странах продукция продаётся как Ambi Pur.

## Ингредиенты
Активным ингредиентом некоторых продуктов Febreze является циклодекстрин (HPβCD). Молекула улавливает и связывает испарившиеся углеводороды в своём структурном кольце, удерживая молекулы с неприятным запахом, что снижает их летучесть и, следовательно, восприятие их запаха. Действующее вещество производится из кукурузных початков. Использование циклодекстрина в качестве распыляемого поглотителя запаха было запатентовано компанией Procter & Gamble.
Продукты включают в себя дополнительные ингредиенты, такие как эмульгаторы, консерванты и духи. Бензизотиазолинон является консервантом, входящим в состав некоторых продуктов.

## Продукция
Существует множество видов продукции под брендом Febreze. Например, основными продуктами Febreze являются спреи-освежители воздуха, которые, как утверждается, обладают дезинфицирующим эффектом. Есть специализированные для запаха от домашних животных, для автомобилей, а также для ткани. Некоторые из них имеют ароматы, а другие не имеют запаха.
- Air Effects
- Bedroom Mist
- Fabric Refresher
- Febreze ONE Fabric
- Bedding Refresher
- NOTICEables
- 3VOLUTION
- Bedroom Diffuser
- Bedside Diffuser
- Set&Refresh
- Stick&Refresh
- CAR Vent Clip
- Candles
- Wax Melts
- Sleep Serenity

В других странах существуют продукты Febreze для домашней пыли и туалетов.

## Маркетинг
Изначально продукт продавался как средство избавления от неприятных запахов. Febreze продавался плохо до тех пор, пока P&G не поняла, что люди привыкают к запахам в своих домах и перестают замечать их, даже когда они непреодолимы (например, запах нескольких кошек в одном доме). Затем маркетинг переключился на то, чтобы связать это с приятными запахами и хорошими привычками уборки, что привело к значительному увеличению продаж. Только после того, как продукт прочно утвердился на рынке, маркетинг вернулся к акценту на свойствах устранения запахов.

## Безопасность животных
Освежители ткани Febreze считаются безопасными для использования в домашних хозяйствах с домашними животными. Однако на упаковке указано, что продукт считается небезопасным для птиц, а результаты тестирования на других животных не указаны.